# Linux.com
Linux.comは、Linux Foundationが所有するウェブサイトである。このサイトの目的は、オープンソーステクノロジー、キャリア、ベストプラクティス、業界動向に関する情報を提供することであり、Linuxコミュニティの拠点としての役割も果たしている。Linux.comでは、無料のLinuxチュートリアル、認定、ニュースとブログ、ディスカッションフォーラムとグループ、Linuxソフトウェアとハードウェアのディレクトリ、求人掲示板を提供している。  
このWebサイトは、開発者、DevOps、企業（ビジネスおよび学術）、愛好家の4種類のLinuxユーザーを対象としている。  
さらに、AI/ML、クラウド、デスクトップ、組み込み/IoT、ガバナンス、ハードウェア、Linux、ネットワーク、オープンソース、セキュリティ、システム管理
などのトピックを扱っている。  

## 歴史
当初、このサイトはAndover.netが所有していたが、VA Linux Systems（後のVA Software、ソースフォージ、現在はGeeknet）に引き継がれた。このサイトは、FOSSコミュニティにニュースとサービスを提供することに特化しており、運用開始後1か月で2,500万件のアクセスを記録した。  
Linux.comは2008年12月に新規記事の公開を中止したが、2009年1月の発表では、サイトにある変更を加えた後、まもなく公開を再開することを示唆した。予想される変更が明確に説明されなかった理由として、法的な問題が挙げられた。  
2009年3月3日、Linux FoundationはLinux.comの管理を引き継ぐことを発表した。  